# Frontina demissa
Frontina demissa là một loài ruồi trong họ Tachinidae.